# Polarizációs formula
A lineáris algebrában a polarizációs formulával egy szimmetrikus bilineáris forma, illetve egy hermitikus szeszkvilineáris forma ábrázolható a hozzájuk tartozó kvadratikus alak segítségével.
Alkalmazásának egy fontos esete a skalárszorzat és az általa indukált norma kapcsolata. Egy skalárszorzatos vektortérben az indukált norma számítása {\displaystyle \|v\|={\sqrt {\langle v,\,v\rangle }}}. A polarizációs formulával a skalárszorzat kiszámítható az általa indukált normából, ha a norma skalárszorzatból származik. A norma akkor származik skalárszorzatból, ha teljesíti a paralelogrammaazonosságot.

## Valós eset
Legyen {\displaystyle V} vektortér az {\displaystyle \mathbb {R} } valós számok teste fölött, és legyen {\displaystyle \alpha \colon V\times V\to \mathbb {R} } szimmetrikus bilineáris forma, azaz
{\displaystyle {\begin{aligned}\alpha (v_{1}+v_{2},w)&=\alpha (v_{1},w)+\alpha (v_{2},w)\\\alpha (c\cdot v,w)&=c\cdot \alpha (v,w){\text{ s }}\\\alpha (v,w)&=\alpha (w,v)\end{aligned}}}
minden {\displaystyle v,v_{1},v_{2},w\in V}, {\displaystyle c\in \mathbb {R} } esetén. A hozzá tartozó {\displaystyle q\colon V\to \mathbb {R} } kvadratikus alak
{\displaystyle q(v):=\alpha (v,v),\;v\in V.}
Megfordítva, az {\displaystyle \alpha } kvadratikus alak is meghatározza a hozzá tartozó szimmetrikus bilineáris formát. Ezt a kapcsolatot a polarizációs formula fejezi ki:
{\displaystyle {\begin{aligned}\alpha (v,w)&={\frac {1}{2}}\left(q(v+w)-q(v)-q(w)\right),\quad v,w\in V\\&={\frac {1}{2}}\left(q(v)+q(w)-q(v-w)\right),\quad v,w\in V\\&={\frac {1}{4}}\left(q(v+w)-q(v-w)\right),\quad v,w\in V.\end{aligned}}}
Ez nem teljesül minden bilineáris formára, tehát a nem szimmetrikus esetekben nem. Legyenek {\displaystyle A:={\begin{pmatrix}1&1\\-1&1\end{pmatrix}}\quad {\text{s}}\quad B:={\begin{pmatrix}1&0\\0&1\end{pmatrix}}} mátrixok, és legyenek {\displaystyle \alpha ,\beta \colon \mathbb {R} ^{2}\times \mathbb {R} ^{2}\to \mathbb {R} } bilineáris formák úgy, hogy
{\displaystyle \alpha (v,w):=v^{T}Aw\quad {\text{s}}\quad \beta (v,w):=v^{T}Bw,\quad v,w\in \mathbb {R} ^{2}.}
Ekkor {\displaystyle \alpha } és {\displaystyle \beta } különböznek, de ugyanazt a kvadratikus alakot határozzák meg.

## Komplex eset
Legyen {\displaystyle V} vektortér a {\displaystyle \mathbb {C} } komplex számok teste fölött, és legyen {\displaystyle \alpha \colon V\times V\to \mathbb {C} } szeszkvilineáris forma. A hozzá tartozó {\displaystyle q\colon V\to \mathbb {C} } kvadratikus alak a valós esethez hasonlóan 
{\displaystyle q(v):=\alpha (v,v),\;v\in V.}
A szeszkvilineáris formát is meghatározza kvadratikus alakja. A polarizációs formula komplex esetben:
{\displaystyle \alpha (v,w)={\frac {1}{4}}\left(q(v+w)-q(v-w)\right)-{\frac {i}{4}}\left(q(v+iw)-q(v-iw)\right),\quad v,w\in V,}
ha {\displaystyle \alpha } első argumentumában szemilineáris, és
{\displaystyle \alpha (v,w)={\frac {1}{4}}\left(q(v+w)-q(v-w)\right)+{\frac {i}{4}}\left(q(v+iw)-q(v-iw)\right),\quad v,w\in V,}
ha {\displaystyle \alpha } második argumentumában szemilineáris.

## Fordítás
Ez a szócikk részben vagy egészben  a   Polarisationsformel című német Wikipédia-szócikk fordításán alapul.  Az eredeti cikk szerkesztőit annak laptörténete sorolja fel. Ez a jelzés csupán a megfogalmazás eredetét és a szerzői jogokat jelzi, nem szolgál a cikkben szereplő információk forrásmegjelöléseként.